# Craig Mabbitt
Craig Edward Mabbitt (ur. 9 kwietnia 1987 w Scottsdale) – amerykański muzyk, były wokalista grupy Blessthefall i The Word Alive, a także obecny wokalista Escape the Fate. Stworzył on także projekt o nazwie The Dead Rabbitts.

## Kariera muzyczna

### Blessthefall (2003-2008)
W zespole Blessthefall, Mabbitt wydał dwie epki i jeden pełny album. Wyprodukowane cztery single: "Higinia", "Guys Like You Make Us Look Bad", "A Message to the Unknown" i "Rise Up". "Rise Up" został wydany po tym jak Mabbitt opuścił zespół i nie pojawił się na filmie.
Craig odszedł z zespołu i przeszedł do Escape the Fate.

### The Word Alive (2008)
Mabbitt założył The Word Alive oparty na muzyce metalcore w 2008 roku. Craig i zespół nagrali piosenki na  The Word Alive Demo, który nigdy oficjalnie nie został wydany. W 26 listopada 2008 r., postanowiono, że zespół pójdzie na poszukiwania nowego wokalisty, informując fanów, że oni podjęli decyzję, aby zastąpić Mabbitt z powodu powikłań ze swoim drugim zespołem Escape the Fate.

### Escape the Fate (2008-obecnie)
Wokalista Ronnie Radke został skazany na 4 lata więzienia, i zespół postanowił znaleźć nowego wokalistę. Okazał się nim Craig Mabbitt. W drugim albumie z Mabbittem, Escape the Fate, została wydana w dniu 2 listopada 2010 roku i stał się najlepiej sprzedającą się płytą zespołu. Do tej pory sprzedał się w ponad 18 000 egzemplarzy.
W grudniu 2011 roku zespół ogłosił, że ponownie weszli do studia, aby pracować nad swoim czwartym studyjnym albumem, który został wydany we wrześniu 2012 roku. Podczas tournée w Ameryce Południowej ogłosili,  że zaczną nagrywać swój nowy album w lutym po tym, jak Mabbitt zakończy nagrywanie swojego solowego EP. To był pierwszy album bez basisty Maxa Greena, który opuścił zespół pod koniec 2011 r. po sprawie z narkotykami. Była to także pierwsza płyta z nowym basistą Tj Bellem, oraz obecnym, już oficjalnie - gitarzystą Michaelem Moneyem.

### The Dead Rabbitts (2012-obecnie)
Pod koniec grudnia Mabbitt ogłosił nadchodzącą poboczny projekt, wraz z nowym albumem Escape the Fate. Ujawnił, że będzie wydany w lutym 2012 roku. Album został wyprodukowany przez Caleb Shomo z Attack Attack!. Mabbitt chciał wydać swój debiutancki album 9. kwietnia, stwierdzając: "Czy może być coś lepszego, niż wydać swój album na urodziny?".

## Dyskografia
Solo
- "Making Christmas" (Nightmare Before Christmas cover, 2011)

z Blessthefall
- Black Rose Dying (Self-released, EP, 2005)
- Blessthefall EP (Self-released, EP, 2006)
- His Last Walk (Ferret Records, full-length album, 2007)

z The Word Alive
- The Word Alive EP (Unreleased EP, 2008)

z Escape the Fate
- This War Is Ours (Epitaph Records, full-length album, 2008)
- Escape the Fate (DGC/Interscope Records, full-length album, 2010)
- Ungrateful (DGC/Interscope Records, full-length album, 2012)
- Hate Me (Deluxe) (Eleven Seven / prod. Howard Benson, full-lenght album, 2015)

z The Dead Rabbitts
- Edge of Reality - Single  (Single, 2012)
- Edge of Reality EP (EP, 2012)

## Kariera
W 2007 roku Craig opuścił zespół Blessthefall, z którym wydał dwie epki i jeden album His Last Walk (został wydany 10 kwietnia 2007 roku). Z którego pochodzą cztery single: "Higinia", "Like You Guys Make Us Look Bad", "A Message To The Unknown" i "Rise Up". Mabbitt nie wystąpił w teledysku do piosenki "Rise Up".
Został zastąpiony przez byłego wokalistę Take the Crown, Beau Bokana.
Mabbitt był również wokalistą zespołu The Word Alive, jednak został zastąpiony przez Tylera "Telle" Smitha byłego wokalistę i basistę Greeley Estates.

## Escape the Fate
Craig Mabbitt w 2008 roku zastąpił wokalistę Escape the Fate, Ronniego Radke.
Wraz z zespołem nagrali drugi studyjny album This War Is Ours, który został wydany 21 października 2008. Pochodzą z niego cztery single: "The Flood", "Something", "10 Miles Wide" oraz "This War Is Ours(The Guillotine Part II)". Album dostał się na 35. miejsce listy Billboard 200. W pierwszym tygodniu osiągnął sprzedaż 13 000 kopii. Album "This War Is Ours" 27 kwietnia 2010 został wydany po raz kolejny jako "This War Is Ours - Deluxe Special Edition", do którego dołączono cztery nowe utwory oraz DVD.
2 listopada 2010 Escape the Fate nagrali trzeci album zatytułowany "Escape the Fate".